# Milaan-San Remo 1970
De wielerwedstrijd Milaan-San Remo 1970 werd gereden op 19 maart. Het parcours van deze 61e editie was 288 kilometer lang.  De winnaar legde de afstand af in 6u 32min 56sec. Michele Dancelli won solo voor de Nederlander Gerben Karstens en de Belg Eric Leman.

## Deelnemende ploegen
| Deelnemende ploegen | Deelnemende ploegen | Deelnemende ploegen | Deelnemende ploegen       |
| ------------------- | ------------------- | ------------------- | ------------------------- |
| Molteni             | Peugeot-BP-Michelin | Flandria-Mars       | Faemino-Faema             |
| Salvarani           | Fagor-Mercier       | Ferretti            | Geens-Diamant             |
| Germanox-Wega       | Dr. Mann-Grundig    | Willem II-Gazelle   | Hertekamp-Magniflex       |
| Bic                 | Scic                | Dreher              | Sonolor-Lejeune           |
| Filotex             | Zimba-GBC           | Sagit               | La Casera-Pena Bahamontes |
| KAS-Kaskol          | Zonca               | Cosatto-Marsicano   | Civitanova Marche         |
| Caballero           |                     |                     |                           |

## Uitslag
| Milaan–San Remo 1970 |                      |                     |          |
| Plaats               | Naam                 | Ploeg               | Tijd     |
| Winnaar              | Michele Dancelli     | Molteni             | 6u32'56" |
| 2                    | Gerben Karstens      | Peugeot-BP-Michelin | +1'39"   |
| 3                    | Eric Leman           | Flandria-Mars       | z.t.     |
| 4                    | Italo Zilioli        | Faemino-Faema       | z.t.     |
| 5                    | Walter Godefroot     | Salvarani           | z.t.     |
| 6                    | Rolf Wolfshohl       | Fagor-Mercier       | z.t.     |
| 7                    | Mauro Simonetti      | Ferretti            | +1'43"   |
| 8                    | Eddy Merckx          | Faemino-Faema       | +1'56"   |
| 9                    | Frans Verbeeck       | Geens-Diamant       | z.t.     |
| 10                   | Guido Reybrouck      | Germanox-Wega       | z.t.     |
| 11                   | Daniel Van Ryckeghem | Dr. Mann-Grundig    | z.t.     |
| 12                   | Jan Van Katwijk      | Willem II-Gazelle   | z.t.     |
| 13                   | Georges Claes        | Hertekamp-Magniflex | z.t.     |
| 14                   | Jan Janssen          | Bic                 | z.t.     |
| 15                   | Georges Vandenberghe | Faemino-Faema       | z.t.     |
| 16                   | Evert Dolman         | Willem II-Gazelle   | z.t.     |
| 17                   | Luciano Armani       | Scic                | z.t.     |
| 18                   | Luigi Sgarbozza      | Dreher              | z.t.     |
| 19                   | Raphael Hooyberghs   | Geens-Diamant       | z.t.     |
| 20                   | Pieter Nassen        | Flandria-Mars       | z.t.     |

1907 · 1908 · 1909 · 1910 · 1911 · 1912 · 1913 · 1914 · 1915 · 1916 · 1917 · 1918 · 1919 · 1920 · 1921 · 1922 · 1923 · 1924 · 1925 · 1926 · 1927 · 1928 · 1929 · 1930 · 1931 · 1932 · 1933 · 1934 · 1935 · 1936 · 1937 · 1938 · 1939 · 1940 · 1941 · 1942 · 1943 · 1944 · 1945 · 1946 · 1947 · 1948 · 1949 · 1950 · 1951 · 1952 · 1953 · 1954 · 1955 · 1956 · 1957 · 1958 · 1959 · 1960 · 1961 · 1962 · 1963 · 1964 · 1965 · 1966 · 1967 · 1968 · 1969 · 1970 · 1971 · 1972 · 1973 · 1974 · 1975 · 1976 · 1977 · 1978 · 1979 · 1980 · 1981 · 1982 · 1983 · 1984 · 1985 · 1986 · 1987 · 1988 · 1989 · 1990 · 1991 · 1992 · 1993 · 1994 · 1995 · 1996 · 1997 · 1998 · 1999 · 2000 · 2001 · 2002 · 2003 · 2004 · 2005 · 2006 · 2007 · 2008 · 2009 · 2010 · 2011 · 2012 · 2013 · 2014 · 2015 · 2016 · 2017 · 2018 · 2019 · 2020 · 2021 · 2022 · 2023 · 2024 · 2025

Lijst van beklimmingen